# Salvador Cayetano Carpio
Salvador Cayetano Carpio (* 6. August 1918 in Santa Tecla in El Salvador; † 12. April 1983 in Managua) Nom de guerre Comandante Marcial war 1964 bis 1970 Generalsekretär der Partido Comunista de El Salvador in El Salvador.

## Leben
Salvador Cayetano Carpio machte 1932 eine Ausbildung zum Bäcker in der Panadería del Hospital de Antigua Guatemala. 1943 beteiligte er sich an einem gewerkschaftlichen Streit um höhere Löhne in der Panadería von Félix Olando, in welcher er arbeitete und wurde kurze Zeit später Leiter der Bäckergewerkschaft. 1945 trat er der Partido Comunista de El Salvador bei.
1950 gründete er das Comité de Reorganización Obrera Sindical Salvadoreña (CROSS), ein Zusammenschluss kommunistischer Gewerkschaften. Von 1952 bis 1953 wurde er unter der Regierung von Óscar Osorio  ein Jahr in ein Gefängnis gesteckt; nach seiner Freilassung ging er ins Exil nach Mexiko. Über seine Erfahrungen im Gefängnis schrieb er eine Dokumentation Secuestro y capucha. Er reiste in die UdSSR, wo er einige Jahre an der Kaderschule der KPdSU studierte. In den Ferien reiste er nach El Salvador, wo er zum Generalsekretär des Gewerkschaftsdachverbandes, Confederación General de Trabajadores Salvadoreños, CGTS gewählt wurde.
1963, nach Abschluss seines Studiums, kehrte er nach El Salvador zurück und leitete die PCS. Er ließ die Mitglieder der Frente Unido de Acción Revolucionaria (FUAR), einer Fraktion für den bewaffneten Kampf, mit Begründungen wie unreif, abenteuerlich ausschließen und ließ nach dem salvadorianischen Industrieproletariat suchen, da die Regierung Julio Adalberto Rivera Pläne zur Industrialisierung hatte.
1964 wurde er zum Generalsekretär der PCS gewählt. In den folgenden Jahren propagierte er den bewaffneten Kampf als einzig gangbaren Weg zum Sturz des Militärregimes, nach einem Schema der Arbeiter-Landwirt-Allianz.
Im April 1967 nahm die PCS mit der Partido de Acción Renovadora am Wahlkampf teil, und Salvador Cayetano Carpio rief zum Generalstreik auf, um die Wiedereinstellung von entlassenen Arbeitern des Stahlwerkes Aceros S. A. durchzusetzen. Mit einer Reihe aufsehenerregender Streiks konnte das Land in drei Tagen zum Stillstand gebracht werden und die Forderungen durchgesetzt werden. Als ein paar Monate später die Vereinbarungen gebrochen wurden, begann Carpio einen Hungerstreik auf dem Campus der Universidad de El Salvador. Politische Leiter, Akademiker, Studenten und Professoren überzeugten ihn, dass die Regierung ihn sterben lassen würde und es nicht der Mühe wert sei, so weit zu gehen. Carpio beendete seinen Hungerstreik, und in der Leitung der PCS gab es Streit über die Notwendigkeit des bewaffneten Kampfes. 1970 trat er als Generalsekretär ab und verließ die PCS mit dem Arbeiter José Dimas Alas und dem Studentenführer Felipe Peña und gründete die Fuerzas Populares de Liberación (FPL), eine Guerilla.
Zur Unterstützung des bewaffneten Kampfes wurde 1975 der Bloque Popular Revolucionario (BPR) gegründet, von welchem sich der Frente de Acción Popular Unificada (FAPU) abspaltete, diesem gehörten Arbeiter, Landwirte, Studenten und Lehrerinnen an. Die erste Generalsekretärin der FAPU war Mélida Anaya Montes, die Leiterin einer Lehrerinnengewerkschaft, welche durch Facundo Guardado abgelöst wurde.
Der gelernte Stalinist Salvador Cayetano Carpio entwickelte Öffentlichkeitsarbeit, zu welcher die Agencia Salvadoreña de Prensa (SALPRESS) in Mexiko und das Radio Farabundo Martí in Chalatenango gehörte.
1980 war das politische Klima in El Salvador durch den Terror von FAES und ORDEN für politische linke Aktivisten so gefährlich, dass alle linken Strömungen sich bewaffneten und die Frente Farabundo Martí para la Liberación Nacional (FMLN) gegründet wurde. Die Antwort auf die Frage „bewaffneter Kampf oder nicht“ wurde durch die Todesschwadronen gegeben. Zu Beginn des Bürgerkriegs im Jahr 1980 war Salvador Cayetano Carpio in Managua. Die Auseinandersetzungen um Kurs und Macht wurden fortgesetzt.
Als Vertreter der FMLN unterhielt Salvador Cayetano Carpio Beziehungen zu den Regierungen von Schweden, Libyen, Jugoslawien und der PLO.
Am 6. April 1983 wurde Mélida Anaya Montes (Comandante Ana María) in Managua ermordet.
Salvador Cayetano Carpio galt als intellektueller Urheber des Mordes und beging am 12. April 1983 Suizid.
Am 15. März 1984 gab es vor dem Juzgado Segundo del Distrito del Crimen in Managua einen Prozess zum Mord an Mélida Anaya Montes, angeklagt war Rogelio Bazzaglia (Comandante Marcelo) in Managua. Die Staatsanwaltschaft legte keinen Beweis für die Tat durch Rogelio Bazzaglia vor, und dieser wurde freigesprochen.